# Deianira erubescens
Deianira erubescens är en gentianaväxtart som beskrevs av Adelbert von Chamisso och Schltdl.. Deianira erubescens ingår i släktet Deianira och familjen gentianaväxter. Inga underarter finns listade i Catalogue of Life.